# ナヴァラの娘

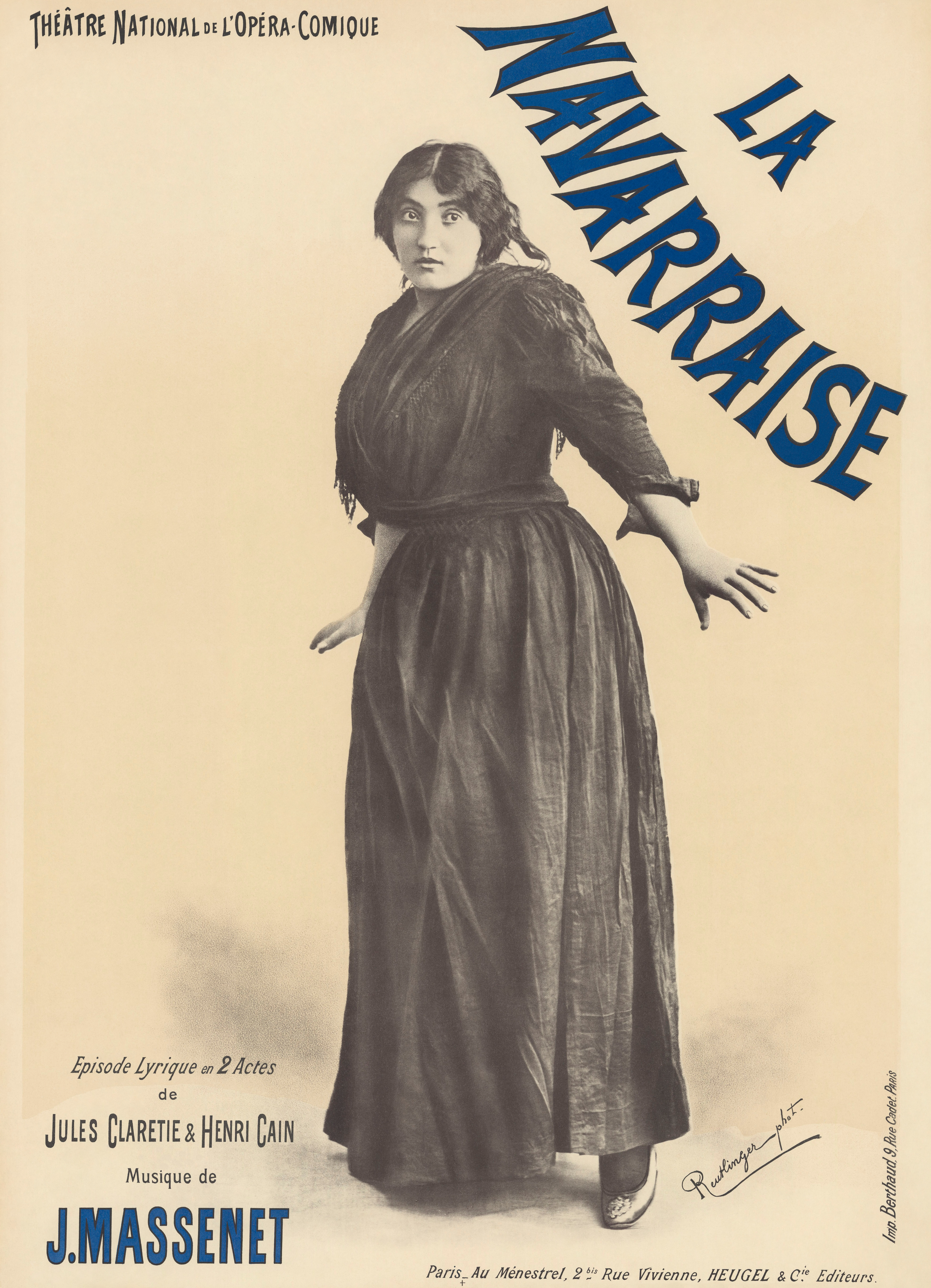
1895年のパリでの上演時のポスター

『ナヴァラの娘』（ナヴァラのむすめ、フランス語: La Navarraise）は、ジュール・マスネが作曲した2幕の短編オペラ（叙情挿話 épisode lyrique）。フランス語のリブレットはジュール・クラルティとアンリ・カインによる。

## 概要

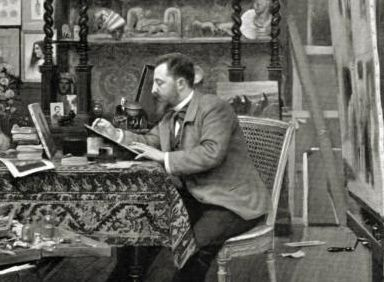
1889年のアンリ・カイン

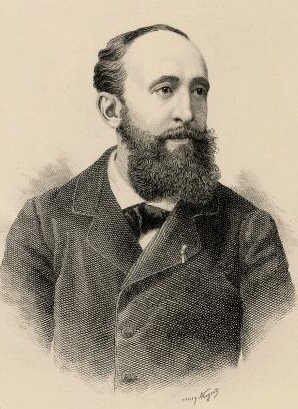
ジュール・クラルティ

本作はマスネの唯一のヴェリズモ・オペラで、その特色と法式を全面的に取り入れた異彩を放つ作品となっている。ヴェリズモ・オペラは19世紀末にイタリアで流行した新傾向のオペラで、イタリアの作曲家マスカーニによる『カヴァレリア・ルスティカーナ』（1890年）、レオンカヴァッロの『道化師』（1892年）などが良く知られている。初演は1894年6月20日にロンドンのコヴェント・ガーデン、ロイヤル・オペラ・ハウスにて行われた。主演はエマ・カルヴェ（アニタ）、アルベール・アルヴァレス（アラキル）らの出演であった。リブレットはフランスの劇作家ジュール・クラルティ（Jules Claretie）の 短編小説『煙草』（La Cigarette, 1890年）に基づいてクラルティとアンリ・カイン（Henri Cain）が共同で作成した。本作はスペイン情緒に溢れている。その背景としては、「マスネは南フランスのアヴィニョンで作曲に取りかかり、短い期間で全曲を完成した。マスネはこのオペラのスペイン的色彩の効果について、アヴィニョンの地中海的陽光と風物から多くの霊感を受け、またここに住む旧知の作家フレデリック・ミストラルに助言を仰いだと言われる」。マスネは多くの作風のオペラ（抒情劇、グランド・オペラ、擬古典主義など）を作曲しているが、本作もマスネの様々な音楽様式への適応力を示す一例となっている。

## 初演後
1894年の初演の後、フランス初演はボルドーで1895年3月27日に行われ、パリでは1895年10月3日にオペラ＝コミック座にて、出演はロンドンと同じ主役のエマ・カルヴェ（アニタ）、アンリ・ジェローム（アラキル）、マックス・ブーヴェ（ガリード）らの出演で初めて上演された。アメリカ初演は1895年12月11日にニューヨークのメトロポリタン歌劇場にて世界初演キャストであるカルヴェ、プランソンの出演により行われた。日本初演は2018年1月27日に藤原歌劇団によりマルコ・ガンディーニの演出、柴田真郁の指揮、歌手陣は小林厚子（アニタ）、小山陽二郎（アラキル）、坂本伸司（レミージョ）、田中大揮（ガリード）、松岡幸太（ラモン）、東京フィルハーモニー交響楽団、藤原歌劇団合唱部、多摩ファミリーシンガーズほかの演奏で東京文化会館にて行われた。

## 登場人物
| 人物名       | 声域     | 役                        | 初演時のキャスト 1894年 6月20日 指揮：フィリップ・フロン |
| ------------ | -------- | ------------------------- | -------------------------------------------------------- |
| アニタ       | ソプラノ | ナヴァラの娘              | エマ・カルヴェ                                           |
| アラキル     | テノール | 政府軍 ビスカヤ連隊の軍曹 | アルベール・アルヴァレス                                 |
| ガリード     | バス     | 政府軍の隊長              | ポル・プランソン                                         |
| レミージョ   | バリトン | アラキルの父              | シャルル・ジルベール                                     |
| ラモン       | テノール | ビスカヤ連隊の将校        | クロード・ボナール                                       |
| ブスタメント | バリトン | ビスカヤ連隊の軍曹        | ウジェーヌ・デュフリシュ                                 |

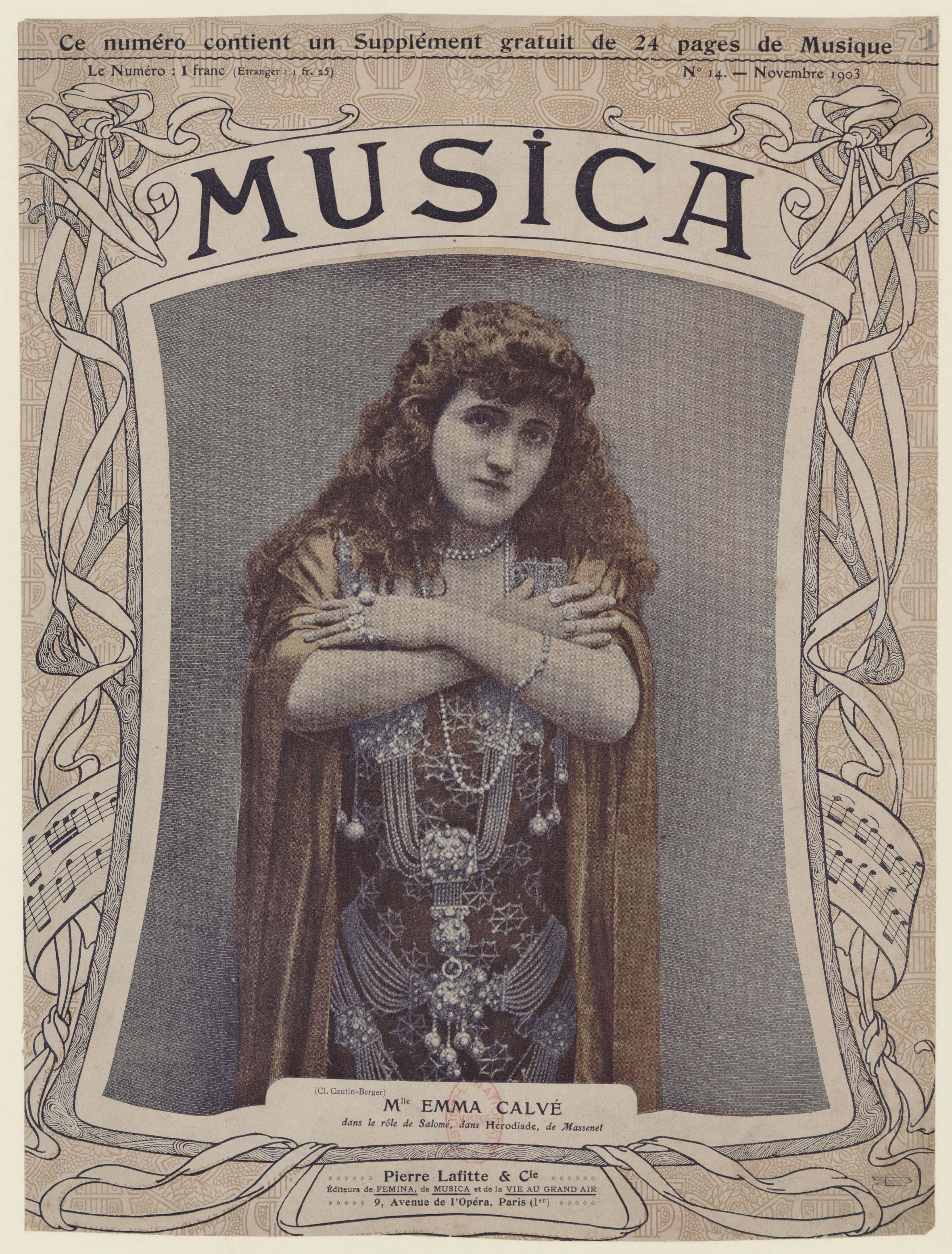
エマ・カルヴェ 1903年11月の雑誌「Musica」の表紙。

- 合唱：バスクの女たち、農民、将兵、負傷兵、医者

## 楽器編成

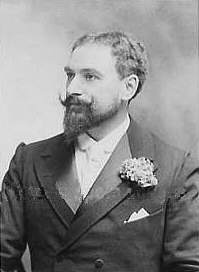
ガリードを演じたポル・プランソン

- 木管楽器：フルート2､ピッコロ1、オーボエ2、イングリッシュホルン1、クラリネット3、バスクラリネット1､ファゴット3、コントラファゴット1
- 金管楽器：ホルン4、トランペット3、トロンボーン3、バスチューバ1
- 打楽器：ティンパニ1、小太鼓 、トライアングル、タンバリン、 カスタネット
- 弦五部、ハープ1、

バンダ:
- トランペット6、小太鼓3 、鐘、カノン砲

## 演奏時間
約47分(第1幕35分、第2幕12分)

## あらすじ
時と場所：1870年代のスペイン

### 第1幕
スペインのバスク地方ビルバオ近くの町の広場
独立した序曲はなく、冒頭からドラマティックなオーケストラによる悲壮感漂う前奏で始まる。この前奏は3つのモティーフで構成されている。前奏が完全には終始しないまま、幕が開く。カルロス4世の王位継承問題を発端とするカルリスタ戦争は、40年が経過した現在でも立憲君主制支持者（政府軍）と、伝統的な絶対君主制の復活を願うカルロス派（カルリスタ）との間で紛争が続いている。立憲君主制支持軍の司令官、ガリードはビルバオの街がズッカラーガによって率いられたカルロス派に占拠された不利な戦況を嘆く（L’assautà coûté cher）。やがて、アラキルは一進一退の激しい戦闘から帰還する。そこに恋人アラキルを探しに孤児の娘アニタが現れる。アニタは戦場から戻ったアラキルの姿をやっとの思いで見つけ出す。アラキルと再会を喜び合い、アラキルが「お前のことだけを思っていた」（Je ne pensais qu’à toi）を歌い、アニタが「私だけを見つめて」（Araquil, laisse-moi tes yeux）と返す。それもつかの間、アラキルの父親レミージョが現れる。レミージョは農場主としての地位と身分に誇りを持っており、ナヴァラ出身というよそ者で素性も知れぬ娘のアニタが気に入らない。レミージョはアニタを息子から遠ざけるために「息子と結婚したいのならば2,000ドゥロス持参金を用意しろ」と過酷な要求を突きつける。そのような大金を孤児のアニタ用意出来るはずもなく「ああ！結婚させてください。私達は愛し合っているのです」（Ah ! Mariez donc son coeur avec mon coeur! ）と訴え、アラキルも懸命に口添えするが全く聞き入れられない。途方にくれるアニタの耳に「カルリスタの司令官ズッカラーガを殺害する勇気のある者はいないか、ズッカラーガを倒した者には、金と名誉を与えよう」というガリードの言葉が聞こえる。何とかして結婚の持参金を作りたいアは報奨金と引き換えにズッカラーガを殺して来ることを約束する。ガリードは「このことは一生秘密にする」と約束した上で、彼女に名前を尋ねる。アニタは「私に名前などない。ただのナヴァラの娘（La Navarraise）」と答える。アニタはガリードの制止を振り切って敵陣に一人乗り込んでいった。ガリードは危険が迫っているので、将校たちに守りを固めるよう指示する。アラキルはアニタの姿が見えないのでアリア「愛しい人よ、何故ここにいない」（O bienaimée, pourqoui n’es tu pas là）を歌う。同僚のラモンからアニタは、ズッカラーガに会いに行ったようだと聞いたアラキルは、アニタが敵のスパイだったのか、またはズッカラーガの愛人ではないかと不安と疑念に苛まれつつも、彼女を連れ戻すために後を追う。ブスタメントが仲間と酒を飲みながら陽気なアリア「俺はマドリードに3つの家を持っている」（J’ai trois maisons dans Madrid）を歌っていると就寝ラッパが鳴るのだった。

### 第2幕
第1幕と同じ広場、夜明け

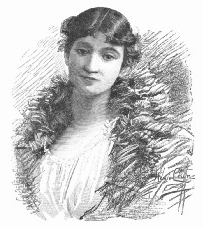
アニタを創唱したエマ・カルヴェ

就寝ラッパが消えると続いて。弱音器付のヴァイオリンが次第に上昇し、管弦楽による夜想曲と題された間奏曲が流れる。弱音器付の弦楽器とフルートとハープによる抒情的な音楽が静かで平穏な夜の経過を表している。舞台はその翌朝となる。銃声に驚いたガリードが飛び出してくると腕に怪我をしたアニタが現れる。女と思って気を許したズッカラーガをアニタが、見事に刺殺して戻って来たのだ。アニタはガリードから2,000ドゥロスを受け取り「私のお金、赤いお金」(Mon argent, l’argent rouge)と呟く。これでアラキルと結婚できると喜んでいると、当のアラキルが瀕死の重傷を負って担ぎ込まれて来る。二重唱「俺はお前を探していたのだ、アニタ」（Je te cherchais , Anita）となる。アニタが大金を持っているのを見ると、アラキルはますます疑念を深め、彼女に「お前はズッカラーガに身を売ったのか」と問い詰める。アニタは持参金を得るために人殺しをしたとは口にできない。やがて、遠くから弔いの鐘が聞こえてくる。レミージョがやってきて、ズッカラーガが暗殺されたと皆に伝える。その時、アラキルはアニタの手が血で染まっていることに気づき、真相を悟る。その金は血の報償だったのかと呻きながら、アラキルは息絶える。アニタは自分も後を追おうとするが、ズッカラーガのところに短剣を置いてきてしまったことを思い出し、絶望し聖母像に祈り（Merci, la bonne vierge）を捧げる。その時、弔いの鐘の音が聞こえるがアニタには、それが自分たちの結婚式の鐘の音に聞こえてしまう。アニタは恋人の亡骸にすがり「お金は用意したわ。教会へ行きましょう。幸せはすぐそこよ」と言って泣き崩れる。その様子を見ていたガリードは彼女の精神状態がもはや正常ではなくなっていることに気づく。悲しみのあまり正気を失ったアニタの鋭い笑い声だけが虚しく響き渡り、オーケストラがフルテッシモで最初のモティーフを強奏し、幕となる。

## 主な録音
| 年   | 配役 アニタ アラキル ガリード レミージョ                                                        | 指揮者、 管弦楽団および合唱団                                                              | レーベル                             |
| ---- | ----------------------------------------------------------------------------------------------- | ------------------------------------------------------------------------------------------ | ------------------------------------ |
| 1975 | ルチア・ポップ アラン・ヴァンゾ ビセンテ・サルディネーロ ジェラール・スゼー                     | アントニオ・デ・アルメイダ ロンドン交響楽団 アンブロジアン・オペラ・コーラス               | CD: SONY ASIN: B0788FL36P            |
| 1975 | マリリン・ホーン プラシド・ドミンゴ シェリル・ミルンズ ニコラ・ザッカリア                       | ヘンリー・ルイス ロンドン交響楽団 同合唱団                                                 | CD: RCA ASIN: B000009W7O             |
| 2017 | アレクサンドラ・クルジャク ロベルト・アラーニャ ゲオルギー・アンドグラーゼ ブライアン・コンテス | アルベルト・ヴェロネージ ニューヨーク・オペラ管弦楽団 ニューヨーク・コラール・アンサンブル | CD: Warner Classics ASIN: B07FSN4YR3 |